# Anta Mbow
Anta Mbow, född 5 augusti 1951 i Dakar, är en senegalesisk kvinna som grundade Empire des enfants för att hjälpa exploaterade "gatubarn" i Dakar, kända som Talibé. Hon invänder mot termen "gatubarn" och hävdar att gatorna inte har barn.

## Biografi
Mbow föddes i Dakar i ett område med lägre medelklass.. Hon gifte sig med en professionell basketspelare. Tillsammans åkte paret för att studera i Frankrike 1972, där Mbow sedan bodde i 30 år. Efter att ha fått sin utbildning arbetade Mbow som sekreterare, innan hon omskolade sig till socialt arbete.
Under ett hembesök blev hon bedrövad över att se de hemlösa barnen i Dakar. Efter att ha pratat med sin bror Babacar Mbow och en fransk diplomat vid namn Valérie Schlumberger, gjorde hon upp en plan för att återanvända och renovera den övergivna biografen "Empire Cinema of Dakar" som en tillflyktsort för Talibé.
Mbow återvände till sitt hemland 2002 för att hjälpa gatubarnen i Dakar. 2003 skapade hon Välgörenhetsorganisationen Empire des enfants. Organisationen hjälper pojkar mellan 5 och 13 år som lever på gatan och har utsatts för övergrepp och utnyttjande, oavsett etnicitet eller religion. Efter 15 års verksamhet flyttade Mbows organisation till en ny, fullt finansierad, 13 000 kvadratmeter stor anläggning som rymmer både pojkar och flickor. Från och med 2018 har organisationen hjälpt nästan 5 000 barn.

## Utmärkelser
- 2013 tilldelades hon priset Orange Foundation Special Women for Change och hennes arbete fick också ekonomiskt stöd.[4]
- 2016 utsåg Leral.net Mbow till Woman of the year.[1]
- 2018 tilldelades Anta Mbow World of Children Protection Award "för sina ansträngningar att avsevärt förbättra livet för gatubarn i riskzonen i Dakar, Senegal."
- Den 13 juli 2019 tilldelades Anta Mbow titeln Riddare av den franska Hederslegionen av den franska ambassadören i Senegal i den franska republikens officiella tidning.